# 安妮·霍尔
《安妮·霍尔》（英語：Annie Hall）是1977年(第50届)奧斯卡最佳影片奖作品，属浪漫喜剧类。该片由伍迪·艾伦执导，而剧本則由艾伦与马歇尔·布里克曼合力寫成。艾伦创作此剧本时片名本叫“Anhedonia”，但此片名被认为不会卖座。布里克曼则建议另一片名“It Had to Be Jew”，却被认为更不可能卖座，最終《安妮·霍尔》成为了发行时的片名。由于片中角色Alvy和艾伦在经历上的相似（包括艾伦和饰演角色安妮·霍尔的黛安·基顿（原名黛安·霍爾）之前的關係），《安妮·霍尔》经常被认为是半自传电影，但此说法已被艾伦否认。
此片在Bravo的100部最有趣电影（Bravo's 100 Funniest Movies）中名列廿八。

## 故事大纲
故事发生在紐約市和洛杉矶。
艾伦饰演的Alvy Singer是一个被死亡困扰的滑稽角色，他的对手角色是神经质、充满活力、热爱生命的安妮·霍尔（黛安·基顿飾）。电影记述了他们的数年关系，加插了几段两人各自生命中的奇妙旅程（当Alvy还是小时候，安妮能夠“看”到 Alvy的家庭，同样，Alvy看到安妮以前的男朋友。）数年后，经过许多争吵和冲突，二人明白了各自本质上的不同而分手，而安妮則和西岸的一位音樂製作人（保罗·西蒙飾）交往。Alvy最終明白到自己仍愛安妮於是表示希望復合。但他失敗了並听天由命地返回紐約。有一天二人又再度在街上遇到，雙方身旁都伴著新的交往對象，安妮搬回來紐約。二人偶爾會在咖啡廳敘舊，聊聊那一些二個人一起經歷的往事。
Alvy Singer 在纽约布鲁克林长大，他的父亲经营一个碰碰车场。在片中他描述自己儿时的家位於科尼岛上的地标「雷电」过山车的轨道下。

## 角色
- 伍迪·艾伦 — Alvy Singer
- 黛安·基顿 — 安妮·霍尔
- 东尼·罗勃特 — Rob
- 卡洛·凯恩 — Allison Portchnik
- 保罗·塞门 — Tony Lacey
- 雪丽·杜瓦尔 — Pam

## 电影拍摄技巧
此片运用了数种技巧如分镜影像，双重曝光，让角色直接对着攝影机说话，字幕揭露了角色的真正想法和魔幻现实主义的元素。例如，艾伦飾演的角色和安妮在戏院排队时听到后面某人谈论加拿大传媒学家马歇尔·麦克卢汉，于是艾伦离开队伍步到攝影机前直接對著攝影機讲述他的見解，後面那男子也走到攝影机前為自己的見解作辯護，為平等糿紛爭，艾伦於是从柜台的后面硬拉了麦克卢汉本人來對那男子說他的理解是錯誤的。另一場景則是卡通化的艾伦和白雪公主中的巫婆出現在动画场景里。

## 奖项

### 奧斯卡金像奬
| 奬項         | 得奬者                      |
| 最佳女主角   | 黛安·基顿                   |
| 最佳导演     | 伍迪·艾伦                   |
| 最佳原著剧本 | 伍迪·艾伦 Marshall Brickman |
| 最佳影片     | Charles H. Joffe            |
| 提名:        |                             |
| 最佳男主角   | 伍迪·艾伦                   |

美国电影学会将《安妮·霍尔》选在以下的百年之最名单中:
- AFI百年百大电影 (#31)
- AFI百年百大電影喜劇類 (#4)
- AFI百年百大電影愛情類 (#11)
- AFI百年百大電影歌曲  (#90; "Seems Like Old Times," 黛安·基顿主唱)
- AFI百年百大電影電影金句 (#55; 安妮: "La-dee-da, la-dee-da...")

此片常位列於互联网电影数据库的250部首选名单上的首150位，亦被保存在美国國家電影名册中.Zagat Survey Movie Guide (2002)將《安妮·霍尔》评为史上最佳十部喜剧中的其中一部，二十世紀七十年代最佳十部电影中的其中一部, 和艾伦所导演的最佳影片。在2000年的《完全电影》(Total Film)杂志读者投票中，此片被列为史上最伟大喜剧类电影中的第四十二位.

## 影响
《安妮·霍尔》是现代浪漫喜剧的典范，对后世影响极为深远。它混合现实与超现实场景的手法对后来的电影和电视剧都有很大影响；如二十世紀八十年代的电视剧Thirtysomething就是一个打破现实场景框框，加插漫画角色和情节的例子。在時裝方面，姬頓在层层交叠的服饰之外加上領帶（品牌为Ralph Lauren）的中性扮相也成为一种时尚。此片也是克里斯托弗·沃肯(Christopher Walken)的首部受注目之作，他飾演了安妮的奇怪又迷戀自殺的哥哥。此片令主流观众留意到他和他的独特气质。

## 花絮
- 此片出現的一些演員後來都成了名:
  - 克里斯托弗·沃肯(Christopher Walken)在早期的角色中，飾演安妮的具自殺倾向、令人毛骨悚然的哥哥。
  - 傑夫·高布倫在洛杉磯派對中致電他的上师（印度教的導師）並說了一句：「我忘拿我的祈禱文了。」
  - 雪歌妮·薇佛曾隱約出現在Alvy那天在戲院的約會，亦是在影片后段 Alvy 与霍尔分手后，在街道上向一名陌生老太诉苦时，身边走过的一对情侣中的女子。
  - Beverly D'Angelo飾演Rob的電視節目中的一名演員。
  - John Glover飾演安妮霍爾的前任男友。
- 在Alvy和安妮觀察公園的行人那幕中,Alvy說道:「噢，他就是楚门·柯波帝扮演大賽中的優勝者.」,其實那人就是楚門·柯波帝本人，而他只是客串一下而已。.   [2011-12-31]. （原始内容存档于2016-06-19）.
- Alvy因嗅到古柯鹼而打噴嚏那幕原只是意外.但當試片時看到觀眾因這幕而大笑時，他們決定保留這幕。製作人員也需要在這幕後多加幾場戲，以免觀眾因笑聲而錯過了之後重要的對白.
- 艾伦原本想拍的是一齣以兇殺為主線，喜剧和浪漫为副线的电影，但在电影监制游说下将电影拍成纯喜剧。艾伦最终在多年后的Manhattan Murder Mystery完了他拍兇殺電影的意念。
- 乐队Blur在歌曲「Look Inside America」（出自 1997 年的专辑《Blur》）中提到了本片。歌词云：「Annie Hall leaves New York in the end / Press rewind and Woody gets her back again.」（大意：安妮·霍尔最终离开了纽约 / 按下倒带键，伍迪夺回美人心。）
- 片中出现的所谓 Alvy 儿时在科尼岛的家，其实是肯辛顿旅馆，该旅馆在真实生活中的确建在著名的「雷电」过山车轨道下。
- 在1977年的奥斯卡颁奖礼上，《安妮·霍尔》打败了同获提名的《星球大战》，最终被选为当年的最佳影片。
- 著名的加拿大傳播學者麥克魯漢在片中也客串一角，有場戲是男女主角排隊買票看電影，隊伍中有位年輕男性學者向她女伴大肆評論不同的電影，伍迪艾倫感到非常不耐煩，此時這位男性學者提到麥克魯漢的媒體傳播理論，伍迪艾倫便將他拉到一旁，說麥克魯漢就在現場，此時麥克魯漢本人走出來，告訴這位男性「你不了解我的著作。」( "You know nothing of my work." )